# سیتی هاوس
سیتی هاوس (به آلمانی: city-haus) نام یک ساختمان اداری و یک بانک بزرگ واقع در فرانکفورت آلمان می‌باشد. کار ساخت این برج در سال ۱۹۷۱ آغاز شد و در سال ۱۹۷۴ پایان یافت. ارتفاع این برج ۱۴۲ متر و تعداد طبقه‌های آن ۴۲ تا می‌باشد.